# Acanthofrontia atricosta
Acanthofrontia atricosta är en fjärilsart som beskrevs av George Francis Hampson 1918. Acanthofrontia atricosta ingår i släktet Acanthofrontia och familjen björnspinnare. Inga underarter finns listade i Catalogue of Life.